# December 2010
Dit artikel geeft een chronologisch overzicht van belangrijke gebeurtenissen per dag in de maand december van het jaar 2010.

## Gebeurtenissen

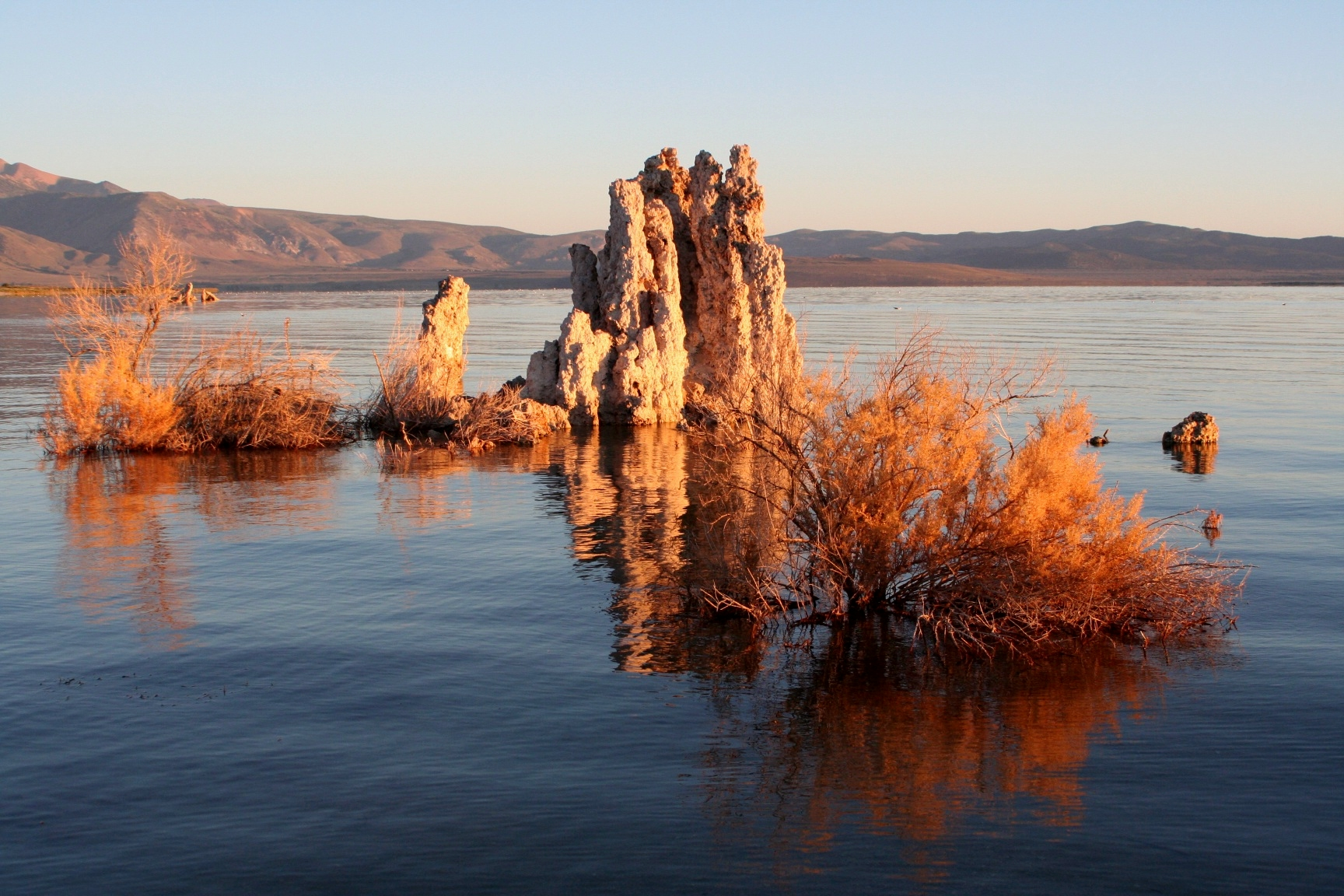
Mono Lake

### 1 december
- NASA meldt de ontdekking van een bijzondere bacterie in het Californische Mono Lake die gebruikmaakt van arseen in plaats van fosfor voor het vormen van biochemische stoffen zoals DNA.
- De linkse NDP van president Hosni Moebarak wint bij de eerste ronde van de Egyptische parlemensverkiezingen 209 van de 221 te verdelen zetels. Vanuit het buitenland komt kritiek op onregelmatigheden en de manier waarop de oppositie, vooral de islamistische Moslimbroederschap, is bejegend.
- De gemeente Den Haag wil samen met het Watersportverbond de WK zeilen van 2014 organiseren. Beide partijen dienen een officieel bid in bij de ISAF, de internationale zeilbond. Concurrenten zijn Canada, Polen, Argentinië, Denemarken, Spanje en China.

### 2 december
- Bij de officiële verkiezing in Zürich wordt bekendgemaakt dat het wereldkampioenschap voetbal 2018 in Rusland en het wereldkampioenschap voetbal 2022 in Qatar gehouden zullen worden. De Belgisch-Nederlandse kandidatuur haalde het niet.
- AZ wordt uitgeschakeld in de UEFA Europa League. De voetbalploeg uit Alkmaar komt in Moldavië niet verder dan 1-1 tegen FC Sheriff Tiraspol. Door de 4-1 zege van Dinamo Kiev bij BATE Borisov is AZ echter sowieso uitgeschakeld.
- Karlo Timmerman wint in Veenoord de tweede marathon op natuurijs.

### 3 december
- Het ruimtetuig Boeing X-37 van de United States Air Force landt na meer dan zeven maanden rond de Aarde gecirkeld te hebben tijdens zijn eerste vlucht.
- Aan de Champions Trophy voor vrouwen mogen volgend jaar in Amstelveen acht in plaats van zes landen meedoen, zo besluit de internationale hockeyfederatie.
- Jacky Mathijssen is de nieuwe trainer van Germinal Beerschot. De oud-voetbaldoelman is de opvolger van de ontslagen Glenn De Boeck.
- Bij de NK kortebaanzwemmen in het Amsterdamse Sloterparkbad verbeteren Nick Driebergen en Sharon van Rouwendaal het Nederlands record op respectievelijk de 200 meter rugslag (1.53,08) en de 200 meter vlinderslag (2.09,77).

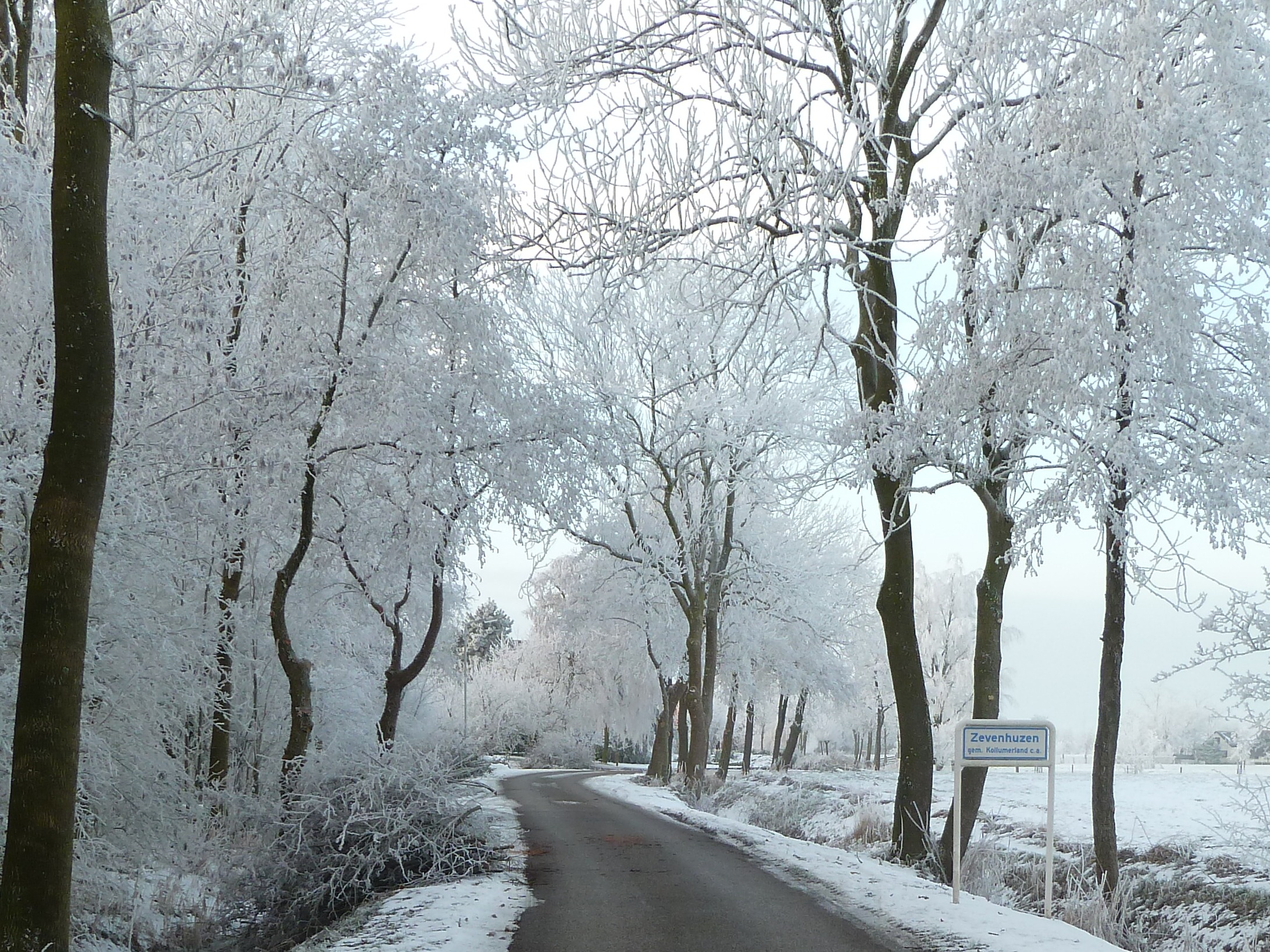
Sneeuwval in Noord-Nederland

### 4 december
- West-Europa kampt met extreme sneeuwval.
- Bij een noodlanding van een Tupolev Tu-154 van de Russische maatschappij South East Airlines in Moskou vallen twee doden en 87 gewonden. Het toestel was vertrokken in Moskou-Vnoekovo voor een binnenlandse vlucht naar de Dagestaanse hoofdstad Machatsjkala.
- In Ivoorkust leggen Alassane Ouattara van de liberale RDR en aftredend president Laurent Gbagbo van de linkse IPF beiden de eed af nadat zij respectievelijk door de kiescommissie en het constitutioneel hof als overwinnaar van de tweede ronde van de presidentsverkiezingen zijn uitgeroepen. De Europese Unie beschouwt Ouattara als legitieme winnaar.
- In de Grote Kerk te Dordrecht vindt de officiële presentatie van de Herziene Statenvertaling plaats.
- Borussia Dortmund wordt in de Duitse Bundesliga Herbstmeister zonder zelf in actie te komen. De club ziet naaste belager FSV Mainz verliezen bij Eintracht Frankfurt (1-2) waardoor het gat zeven punten blijft.
- De Nederlanders Jeroen Delmee en Toon Siepman worden assistent-bondscoach van het Belgische nationale mannenteam. Ze gaan de nieuwe bondscoach Colin Batch bijstaan.

### 5 december
- Servië wint voor de eerste keer in de geschiedenis de Davis Cup. De tennisploeg uit de Balkan zet in de finale in het eigen Belgrado Frankrijk met 3-2 aan de kant. Grote man aan de kant van de Serviërs is Novak Djokovic.
- Zeljko Petrovic treedt in dienst als hoofdtrainer bij de voetbalclub Urawa Red Diamonds in Japan.

### 6 december
- Na de tweede ronde van de Egyptische parlementsverkiezingen heeft de sociaaldemocratische NDP van president Hosni Moebarak en aftredend premier Ahmed Nazif 420 van de 508 zetels verzameld die bij de twee rondes samen te verdelen waren.
- Martin Jol vertrekt per direct als trainer van AFC Ajax. Frank de Boer neemt tot in elk geval de winterstop de honneurs waar, samen met Danny Blind, die assistent van Jol was.
- De KNVB behaalt in 2010 een nettowinst van 3,9 miljoen euro. De fraaie winstcijfers zijn vooral te danken aan een succesvolle uitbating van de duels van het Nederlands voetbalelftal, aldus de bond.
- Chris Hughton wordt ontslagen als trainer-coach van Newcastle United, de Engelse voetbalclub van Jong Oranje-doelman Tim Krul.

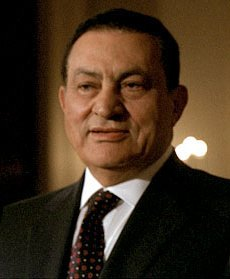
Hosni Moebarak

### 7 december
- Tegen alle verwachtingen in mag Jude Celestin, de kandidaat van aftredend president René Préval, deelnemen aan de tweede ronde van de Haïtiaanse presidentsverkiezingen. Celestin wordt tijdens de eerste ronde tweede, na de voormalige first lady Mirlande Manigat maar vóór de populaire zanger Michel Martelly.
- Julian Assange, oprichter van WikiLeaks, meldt zich in Londen bij de Britse politie voor een gesprek en wordt ter plekke gearresteerd.
- De Nederlandse handbalsters beginnen het EK met een 25-13 overwinning op Oekraïne.

### 8 december
- AFC Ajax behaalt in zijn eerste duel onder coach Frank de Boer een 2-0 zege bij AC Milan. Daardoor eindigt de club uit Amsterdam als derde in groep G van de Champions League en bekert het verder in de Europa League.
- De Italiaanse autocoureur Luca Badoer neemt na dertien jaar trouwe dienst afscheid bij Ferrari.

### 9 december
- Het Belgische windmolenpark Belwind, met 55 windturbines in de Noordzee op 46 kilometer van de kust van Zeebrugge, wordt in gebruik genomen.
- Estland wordt lid van de OESO.
- De Deense wielrenner Michael Rasmussen vindt in Team Bianchi-M1 een nieuwe ploeg.
- Alan Pardew is de nieuwe trainer van Newcastle United. Hij volgt de ontslagen Chris Hughton op, onder wiens leiding The Magpies eerder dit jaar nog naar de Premier League terugkeerden.
- De Oekraïense zwaargewicht Volodymyr Klytsjko trekt zich terug voor het voor zaterdag geplande titelgevecht tegen de Britse bokser Dereck Chisora vanwege een onwillige buikspier.

### 10 december
- Voetbalgrootmacht FC Barcelona is overstag gegaan en sluit een vijfjarig contract ter waarde van 150 miljoen euro met Qatar Foundation, dat als tweede shirtsponsor gaat fungeren.
- Nick Matthew verovert als eerste Engelse squasher de wereldtitel. De als eerste geplaatste Matthew verslaat in de eindstrijd in Al Khobar zijn landgenoot James Willstrop met 8-11, 11-6, 11-2, 11-3.

### 11 december
- In het centrum van de Zweedse hoofdstad Stockholm vinden twee explosies plaats. Het gaat vermoedelijk om een zelfmoordaanslag door een extremistische moslim.
- Alje Schut evenaart een eredivisierecord van het grootste aantal (drie) eigen doelpunten in één seizoen. De FC Utrecht-verdediger krijgt in het duel bij NAC Breda een kopbal van Matthew Amoah ongelukkig op het achterhoofd, waarmee hij doelman Michel Vorm voor de derde keer dit seizoen verrast.
- De Zwitserse springruiters ontvangen 28 maanden na de Olympische Spelen alsnog een bronzen medaille voor hun verrichtingen destijds in Hongkong. Het Zwitserse kwartet Pius Schwizer, Niklaus Schurtenberger, Steve Guerdat en Christina Liebherr eindigde als vierde in de landenwedstrijd, maar schoof een plaats op, na de diskwalificatie van de Noorse equipe.

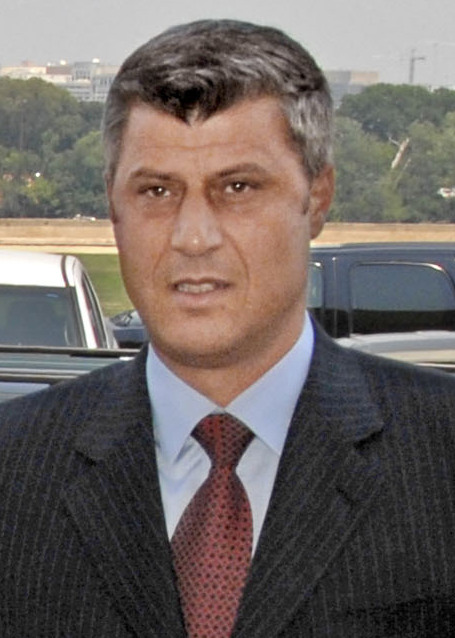
Hashim Thaçi

### 12 december
- In Slovenië wordt het voorstel van de regering-Pahor om de publieke omroep te hervormen bij referendum met een absolute meerderheid afgekeurd. De opkomst ligt met 13,7% van de stemgerechtigden historisch laag.
- De linkse PDK van aftredend premier Hashim Thaçi wint de Kosovaarse parlementsverkiezingen met 33,5% van de stemmen, maar ook de rechtse LDK eist de overwinning op. EU-waarnemers hebben vermoedens van fraude in Gllogovc en Skënderaj.
- Serhij Lebid wordt in Albufeira voor de negende keer in zijn carrière Europees kampioen cross.

### 13 december
- De liberale oppositiepartij Vernieuwing behaalt een absolute meerderheid bij parlementsverkiezingen in Transnistrië, een gebied dat zich in 1990 onafhankelijk verklaarde van Moldavië maar enkel diplomatisch wordt erkend door drie andere afscheurrepublieken.
- N-VA-voorzitter en regeringsonderhandelaar Bart De Wever oogst kritiek uit Franstalige en Vlaamse hoek nadat hij in een interview in het Duitse blad Der Spiegel zware kritiek uit op België, zijn monarchie, Wallonië en de linkse Franstaligen van de PS.
- Blackburn Rovers zet trainer Sam Allardyce en assistent Neil McDonald op straat. Steve Kean, een ander lid van de technische staf, neemt voorlopig de taken waar bij de nummer dertien van de Premier League.
- De World Team Cup houdt na 33 edities op te bestaan. De organisatoren van het landentoernooi bij de mannen, dat ieder jaar in Düsseldorf werd gehouden, wist na het afhaken van sponsor ARAG geen nieuwe geldschieter te vinden voor het tennistoernooi.
- Michael van Praag wordt bij de bondsvergadering van de Nederlandse voetbalbond unaniem herkozen als voorzitter van de KNVB.

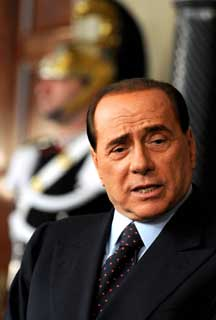
Silvio Berlusconi

### 14 december
- De Italiaanse regering van Silvio Berlusconi overleeft met 314 stemmen tegen 311 een vertrouwensstemming in de Camera dei deputati. Meteen daarop breken in Rome zware rellen uit waarbij negentig gewonden vallen, waaronder vijftig politieagenten.
- Op Saint Vincent en de Grenadines kan aftredend premier Ralph Gonsalves aan zijn derde ambtstermijn beginnen nadat zijn ULP de parlementsverkiezingen wint. De partij verliest echter vier zetels aan de NDP van Gonsalves' voorganger Arnhim Eustace, en heeft nu nog acht van de 15 zetels in de assemblee.
- Het Vrouwen Overleg Komitee, een Belgische vrouwenvereniging, uit scherpe kritiek op de Vlaamse verkiezing van tentsletje tot Woord van het jaar.
- De leden van AFC Ajax scharen zich tijdens de algemene ledenvergadering massaal achter Johan Cruijff. Ze laten alle zeven overgebleven volgelingen van de legendarische nummer veertien toetreden tot de ledenraad van de Amsterdamse voetbalclub.
- Gary Speed wordt aangesteld als bondscoach van Wales. De 41-jarige Welshman, die als voetballer onder meer voor Leeds United, Everton en Newcastle United speelde, volgt de in september opgestapte John Toshack op.

### 15 december
- Door hevige sneeuwval is de maximumsnelheid op alle Nederlandse wegen tot 50 km/u. Zowel in België als in Nederland is de voorraad strooizout bijna uitgeput. Ook is de Brussels Airport gesloten omdat het ontijsproduct op is, op Schiphol zijn er slechts 2 startbanen bruikbaar. Bij het spoor zijn er vele vertragingen en annuleringen.
- Adam Maher van AZ wordt de jongste doelpuntenmaker voor een Nederlandse voetbalclub in Europees verband. De 17-jarige speler debuteert voor AZ en maakt direct een goal in het met 3-0 gewonnen duel met BATE Borisov in de Europa League.

### 16 december
- Het toernooi om de UEFA Europa League gaat verder zonder titelverdediger Atlético Madrid. De Spaanse voetbalclub speelt bij het al geplaatste Bayer Leverkusen met 1-1 gelijk en eindigt daardoor achter Aris Saloniki als derde in de groep.
- In navolging van de Champions Trophy voor vrouwen wordt ook het mannentoernooi in 2011 uitgebreid: in plaats van zes, doen er acht landen mee.
- De Nederlandse mountainbiker Rudi van Houts wordt betrapt op het gebruik van het verboden middel clenbuterol.

### 17 december
- Het parlement van Venezuela vergroot de macht van president Hugo Chávez door hem toe te staan voor een periode van anderhalf jaar per decreet te regeren.
- Ryan Lochte wint bij de WK kortebaan in Dubai zijn derde gouden medaille. Na zijn zege op de 400 meter wisselslag en de 200 meter vrije slag is de Amerikaanse zwemmer ook de beste op de 200 meter wisselslag.
- De Nederlandse eredivisieclubs hebben het vorig seizoen (seizoen 2009/10) een gezamenlijk verlies geleden van 71,8 miljoen euro, zo blijkt uit het KNVB-rapport Seizoen in Cijfers.

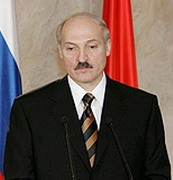
Aleksandr Loekasjenko

### 18 december
- De eindstrijd van het EK handbal voor vrouwen gaat tussen Noorwegen en Zweden. De Noorsen walsen in de halve finales met 29-19 over Denemarken heen. Zweden behaalt een nipte 25-23 overwinning op Roemenië.
- Hevige sneeuwval in Engeland maken vier wedstrijden onmogelijk in de Premier League: de duels Wigan Athletic-Aston Villa, Liverpool-Fulham, Birmingham City-Newcastle United en Arsenal-Stoke City worden een voor een afgelast.
- De Nederlandse estafettevrouwen winnen bij de WK kortebaan de gouden medaille op de 4x100 meter vrije slag. De tijd is net niet goed genoeg voor een wereldrecord, maar de 3.28,54 van Femke Heemskerk, Inge Dekker, Hinkelien Schreuder en Ranomi Kromowidjojo nlijkt wel voldoende om de VS en China af te troeven.

### 19 december
- In de Wit-Russische hoofdstad Minsk ontstaat massaal straatprotest nadat aftredend president Aleksandr Loekasjenko bijna 80% van de stemmen zou hebben behaald bij de presidentsverkiezingen. De demonstranten spreken van fraude. Een regeringsgebouw wordt bestormd en honderden mensen worden gearresteerd.
- In de Filipijnen komen vijftien mensen om het leven bij een hotelbrand in Tuguegarao, de hoofdstad van de noordelijke provincie Cagayan.
- In Herning winnen de Noorse handbalsters voor de vijfde keer de Europese titel door in de finale Zweden met 25-20 te verslaan.
- PSV luistert het afscheid van sterspeler Ibrahim Afellay op met een 3-1 overwinning op Roda JC. De Eindhovense voetbalclub gaat als koploper de winterstop in. Aanvoerder Afellay, die zijn 159ste eredivisiewedstrijd voor de Eindhovenaren speelt, neemt na 87 minuten onder luid applaus afscheid van de PSV-supporters en vertrekt naar FC Barcelona.
- Het duel Ajax-Feyenoord wordt door de KNVB na overleg met de politie en de gemeente Amsterdam afgelast omdat ernstige verkeersproblemen rond het stadion worden gevreesd door beperkt treinverkeer tussen Utrecht en Amsterdam.

### 20 december
- Wegens hevige sneeuwval in West-Europa geldt op een aantal Nederlandse snelwegen een maximumsnelheid van 50 km/u. De luchtvaart en het treinverkeer ondervinden veel hinder. In Wallonië is er enkele dagen een rijverbod voor voertuigen van meer dan 7,5 ton.
- In de Amsterdamse zedenzaak wordt het aantal jonge kinderen dat slachtoffer geworden is van hoofdverdachte Robert M. bijgesteld tot 64. Ook diens partner Richard van O. is aangehouden, vanwege mogelijk bezit van kinderporno.
- Samuel Eto'o wordt voor de vierde keer gekozen tot beste voetballer van Afrika. De 29-jarige Kameroense aanvaller won met Internazionale de Italiaanse titel beker en Super Cup, de UEFA Champions League en de wereldbeker.
- VVV-Venlo ontslaat trainer Jan van Dijk. De clubleiding houdt hem verantwoordelijk voor de tegenvallende resultaten in dit kalenderjaar.

Montenegro en de Europese Unie

### 21 december
- De Montenegrijnse premier Milo Đukanović neemt ontslag, naar eigen zeggen omdat hij de taak heeft volbracht zijn land dichter bij lidmaatschap van Europese Unie en NAVO te brengen. Zijn taak wordt wellicht overgenomen door minister van Financiën Igor Lukšić.

### 22 december
- Yuri van Gelder kan in de toekomst weer deel uitmaken van de nationale turnselectie. Dat is de uitkomst van gesprekken tussen de Koninklijke Nederlandse Gymnastiek Unie en de turner zelf. De bond zette Van Gelder eerder uit de selectie, omdat hij aan de vooravond van de WK bekend had weer cocaïne te hebben gebruikt.

### 23 december
- In Rome ontploffen bommen op de Zwitserse en Chileense ambassades. Twee mensen raken gewond. Een anarchistische organisatie eist de verantwoordelijkheid voor de aanslagen op.
- Foske Tamar van der Wal wordt bij de vrouwen Nederlands kampioene op natuurijs. Ze is in Wanneperveen in de sprint haar twee medevluchters, ploeggenotes Mireille Reitsma en Sandra 't Hart, de baas.

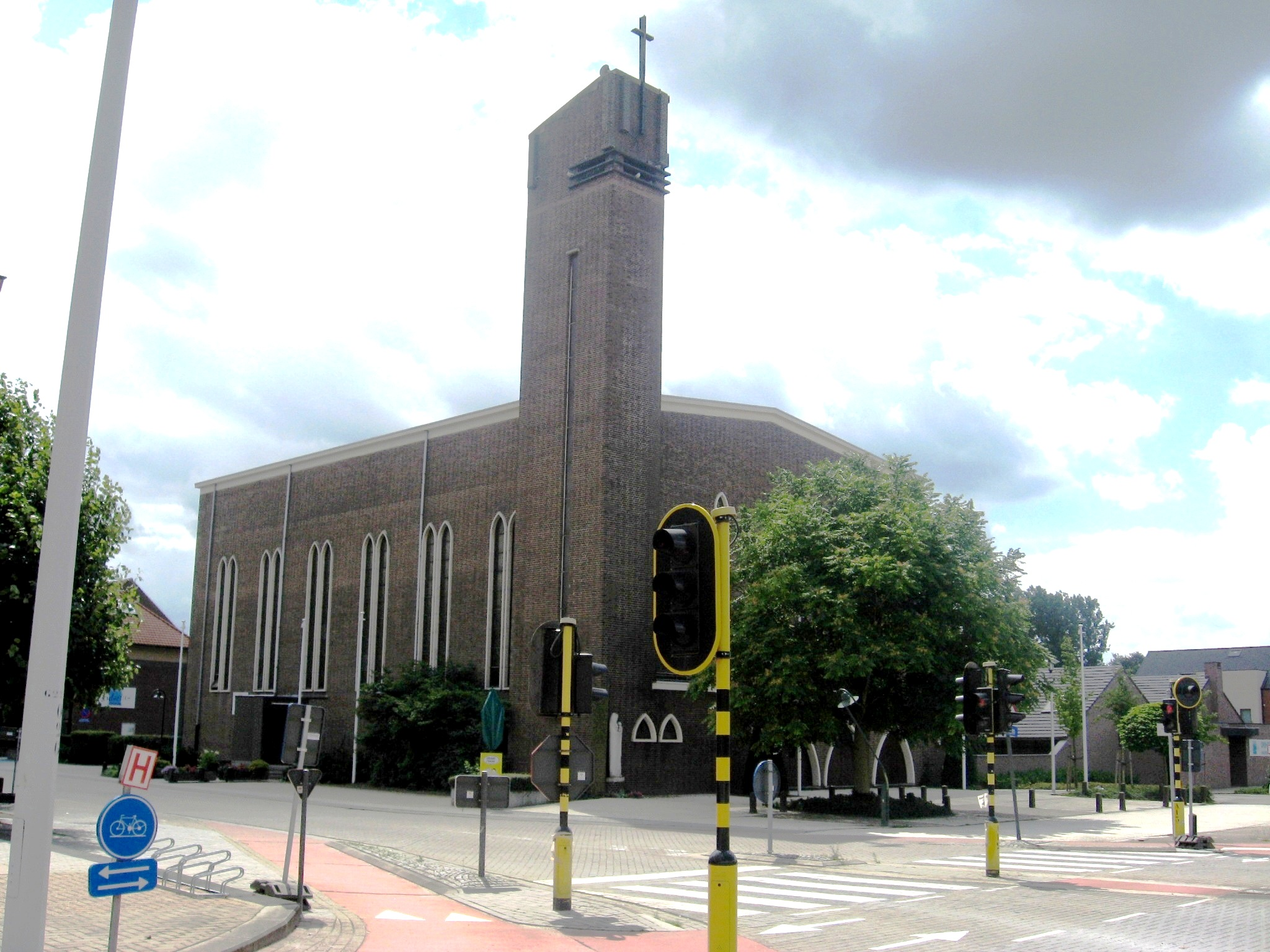
De Regina Paciskerk in 2007

### 25 december
- In het Belgische Lutselus bij Diepenbeek stort de Regina Paciskerk in. Enkele uren daarvoor zat deze nog vol mensen die de kerstnachtdienst bijwoonden. Er vallen geen gewonden.
- Zowel het Nederlandse KNMI als het Belgische KMI stelt vast dat het een witte kerst is dit jaar, hetgeen in de Lage Landen een zeldzaamheid is.
- Topbasketbalster Diana Taurasi wordt bij een controle betrapt op dopinggebruik na een wedstrijd in de Turkse competitie. De Amerikaanse, die voor Fenerbahce uitkomt, test positief op het verboden middel modafinil.

### 26 december
- Marathonschaatsster Carla Zielman wordt op de Utrechtse Vechtsebanen Nederlands kampioene op kunstijs. Zij blijft na zeventig ronden natuurijskampioene Foske Tamar van der Wal en titelhoudster Mariska Huisman voor. Bij de mannen behaalt Arjan Stroetinga zijn derde nationale titel.

### 29 december
- Het oude gedeelte van de abdij Notre-Dame de Saint-Rémy in het Belgische Rochefort wordt door een brand verwoest. De bibliotheek, de kapel, de woonvertrekken van de monniken en de brouwerij, waar het trappistenbier Rochefort wordt gebrouwen, blijven gespaard.
- Op de Comoren wint Ikililou Dhoinine, die gesteund werd door aftredend president Ahmed Abdallah Sambi, de tweede ronde van de presidentsverkiezingen met 61,1% van de stemmen. Dhoinine wordt de eerste president afkomstig van het eiland annex deelstaat Mohéli. Mohamed Said Fazul, voormalig president van Mohéli, behaalt 32,7% en wordt tweede.

### 31 december
- In Alexandrië in Egypte komen 21 koptische christenen om het leven nadat een autobom tot ontploffing wordt gebracht terwijl de gelovigen een kerkdienst voor oudejaarsavond in de al-Qidiseenkerk verlaten.
- Voetbalscheidsrechter Howard Webb, die de WK-finale Nederland-Spanje (0-1) floot, wordt in Groot-Brittannië geridderd.
- Eelco Sintnicolaas en Yvonne Hak worden door de Atletiekunie uitgeroepen tot atleet respectievelijk atlete van 2010.

## Overleden
<< · januari · februari · maart · april · mei · juni · juli · augustus · september · oktober · november · december · >>